# Tormenta tropical Vamei

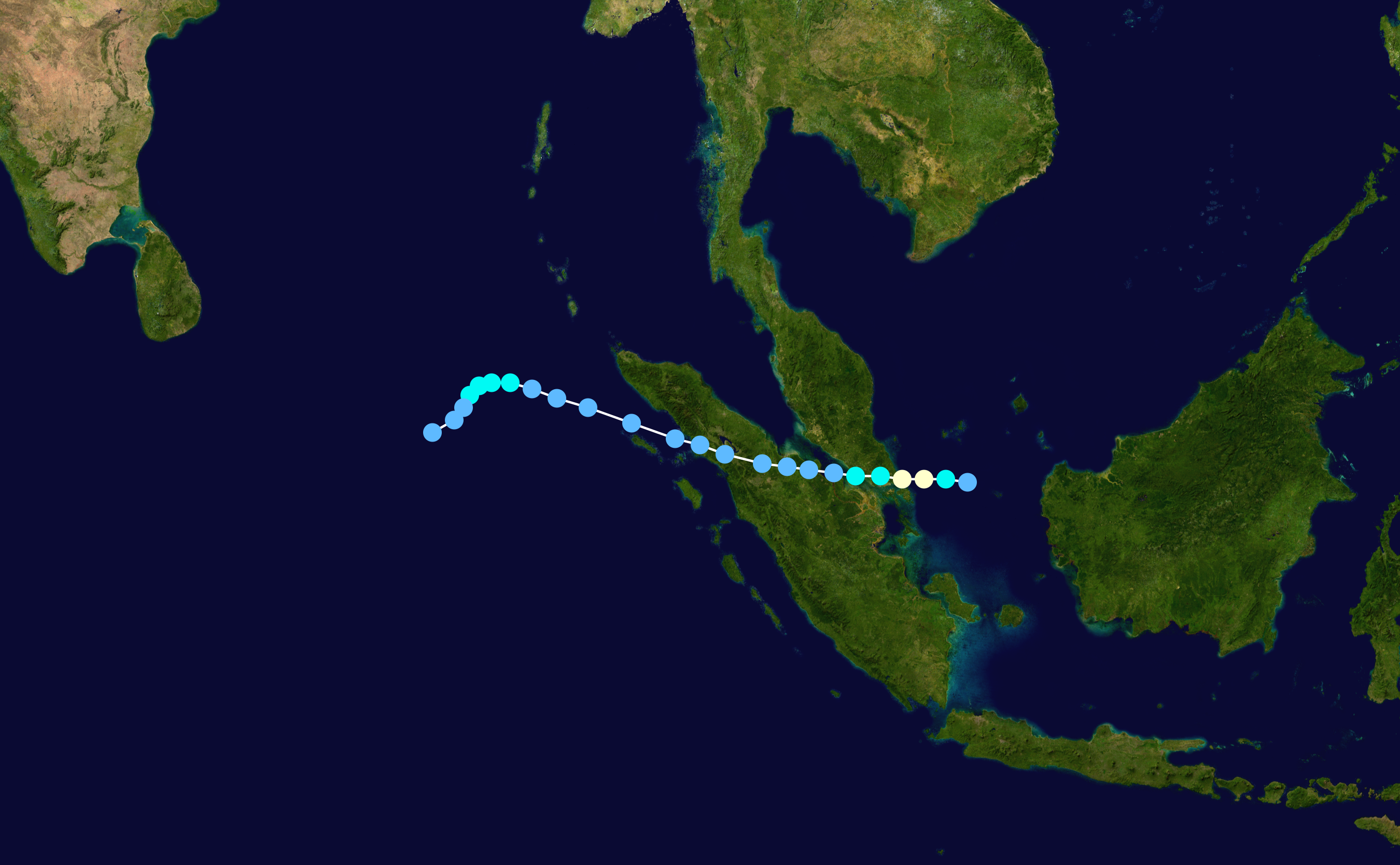
Trayectoria del tifón Vamei en diciembre de 2001

Tormenta Tropical Vamei, fue un ciclón tropical cuya formación era la más cercana al ecuador, más que cualquier otra en el Océano Pacífico. La última tormenta en la temporada del 2001, Vamei se desarrolló cerca de 1.4° N en el Mar de la China Meridional, el 26 de diciembre. Se fortalecía deprisa recalando a lo largo del extremo sudeste de Malasia. 
El 28 de diciembre rápidamente perdió energía sobre Sumatra, y sus restos finalmente desaparecieron en el océano Índico al noroeste de dicha isla.
Aunque oficialmente se designó como tormenta tropical, la intensidad de Vamei es discutida; algunas agencias lo clasifican como tifón, basados en que sostuvo vientos encima de 140 km/h (85 mph) y tuvo el aspecto de un ojo. La tormenta atrajo inundaciones y derrumbes por Malasia Oriental, causando daños de $3.6 millones  (2001 USD, $6.19 millones actuales USD) y cinco muertes.
En 2004, el nombre "Vamei" se retiró y reemplazado con "Peipah", deviniendo el primer nombre retirado desde que la Agencia Meteorológica de Japón empezó a nombrar los tifones del Pacífico en el año 2000. Vamei, fue uno de tres ciclones tropicales en los actuales listados de nombramiento que estuvo retirado sin lograr estado de tifón; los otros fueron Tormenta Tropical Bilis en 2006 y Tormenta Tropical Washi en 2011.